# Falling (Harry Styles)
Falling is een nummer van de Britse zanger Harry Styles uit 2020. Het is de derde single van zijn tweede studioalbum, Fine Line. Het nummer werd uitgebracht op 7 maart 2020 via Erskine en Columbia Records. Zowel in Nederland als in Vlaanderen werd het nummer geen grote hit. De single bereikte nog wel de Tipparade. De afbeelding in de infobox is een cover van een BRITs liveversie.